# 龙山镇 (安龙县)
龙山镇，是中华人民共和国贵州省黔西南布依族苗族自治州安龙县下辖的一个乡镇级行政单位。

## 行政区划
龙山镇下辖以下地区：
老场坝社区、新场坝社区、北乡村、宜拉村、下坛村、丫科村、竹林村、肖家桥村、半坡村、巧岭村、柿花坪村、纳赖村和坡利村。